# Nicolas-Louis François de Neufchâteau
Nicolas-Louis François de Neufchâteau (Saffais, 17 aprile 1750 – Parigi, 10 gennaio 1828) è stato un politico, poeta e nobile francese.

## Biografia

### I primi anni
Nato a Saffais, nel Meurthe-et-Moselle, figlio di un maestro di scuola, studiò al collegio dei gesuiti di Neufchâteau nei Vosgi, e all'età di quattordici anni pubblicò la sua prima opera letteraria, una raccolta di poesie che gli valse l'interesse da parte di Jean-Jacques Rousseau e di Voltaire. Neufchâteau venne quindi eletto membro di diverse accademie poetiche francesi. Nel 1783 venne nominato procureur-général del consiglio di Saint Domingue.
Precedentemente si era occupato anche di tradurre alcune opere dell'Ariosto in francese, traduzioni che aveva completato prima del suo ritorno in Francia ma che andarono distrutte quando la nave che l'avrebbe riportato in Francia da un suo viaggio all'estero affondò.

### La Rivoluzione francese
Durante la Rivoluzione francese, Neufchâteau venne prescelto quale deputato supplente dell'Assemblea Nazionale, incaricato dell'organizzazione del dipartimento dei Vosgi, ed eletto successivamente nell'Assemblea Legislativa della quale divenne dapprima segretario e poi presidente.
Nel 1793 venne imprigionato sulla base di un sentore politico contrario alla rivoluzione che il governo dedusse dalla sua opera Paméla ou la vertu récompensée (data al Théâtre de la Nation, il 1º agosto 1793), ma venne rilasciato l'anno successivo con l'inizio della reazione termidoriana.

### Il Direttorio e Napoleone
Nel 1797, divenne ministro dell'interno, distinguendosi nel suo compito amministrativo. Fu Neufchâteau ad iniziare il sistema di navigazione interno della Francia. Inaugurò il museo del Louvre e fu uno dei promotori dell'Exposition des produits de l'industrie française, la prima esibizione universale di prodotti industriali. Rimpiazzò Lazare Carnot quale membro del Direttorio francese, posizione che mantenne dall'8 settembre 1797 al 20 maggio 1798.
Dal 1804 al 1806 fu presidente del senato e controfirmò la creazione del primo impero francese, divenendo anzi uno di coloro che sollecitarono Napoleone ad incoronarsi imperatore. Nel 1803, era stato ammesso all'Académie française, e nel 1808 ricevette il titolo di conte. Ritiratosi dalla vita pubblica nel 1814, dopo la Restaurazione si occupò prevalentemente di studi scientifici relativi all'agricoltura.

## Araldica
| Stemma | Descrizione                                                               | Blasonatura |
| \| \|  | Nicolas-Louis François de Neufchâteau Conte senatore dell'impero francese | Di verde al cigno d'argento sormontato da tre spighe d'oro. Quarto da conte senatore dell'impero. Ornamenti esteriori da conte senatore dell'impero francese, grand'ufficiale dell'Ordine della Legion d'onore. |
|        |                                                                           | |